# راتشيل كينغ
راتشيل كينغ (بالإنجليزية: Rachael King) هي كاتِبة نيوزيلندية، ولدت في 1970 في هاميلتون في نيوزيلندا.